# Aleksa Palladino
Aleksa Palladino (Nueva York, 21 de septiembre de 1980) es una actriz estadounidense. Ha trabajado en películas como Manny & Lo, The Adventures of Sebastian Cole, Find Me Guilty, Celebrity, Before the Devil Knows You're Dead, Wrong Turn 2: Dead End, y en series de televisión como Los Soprano, Boardwalk Empire y Halt and Catch Fire.

## Biografía
Palladino nació en la ciudad de Nueva York, donde creció y trabajó como actriz. Su debut fue en el papel de Lo en Manny & Lo junto a Scarlett Johansson, donde hizo de una chica de 16 años a pesar de tener 14 en ese momento. Al año siguiente le dieron su primer papel protagonista en el cortometraje Number One Fan junto a Glenn Fitzgerald, y pronto le seguirían papeles en Wrestling with Alligators con Joely Richardson, la bien recibida The Adventures of Sebastian Cole junto a Adrian Grenier, y Second Skin nuevamente con Fitzgerald.
En 2000 fue estrenada Red Dirt, seguida de la película independiente Lonesome y Storytelling con Selma Blair. Más tarde tuvo papeles como invitada en las series Law & Order, Law & Order: Criminal Intent y Los Soprano donde interpretó dos papeles diferentes.
En 2003, Palladino se mudó a Los Ángeles, donde se casó con Devon Church en un lugar sobre la carretera Mulholland Drive, y comenzaron a componer música juntos como la banda Exitmusic. Exitmusic lanzó su primer álbum en 2007 y el siguiente en 2010.
En 2004 volvió a actuar, como invitada en la serie Medium, como protagonista en Spectropia y en rol secundario en Find Me Guilty. Después de trabajar en Find me Guilty, el director Sidney Lumet le ofreció a Palladino el papel de Chris Lasorda en Before the Devil Knows You're Dead. Continuó filmando una adaptación al cine de la novela El retrato de Dorian Gray de Oscar Wilde.
En 2010 se unió a la serie de televisión Boardwalk Empire de HBO, producida por Martin Scorsese y creada por el guionista de Los Soprano, Terence Winter. Palladino interpretó a Angela Darmody, esposa de Jimmy (Michael Pitt), en la primera y segunda temporada.

## Filmografía

### Film
| Year | Title                              | Role              | Notes               |
| ---- | ---------------------------------- | ----------------- | ------------------- |
| 1996 | Manny & Lo                         | Laurel            |                     |
| 1997 | Number One Fan                     | Sadie             |                     |
| 1998 | Wrestling with Alligators          | Maddy Hawkins     |                     |
| 1998 | A Cool, Dry Place                  | Bonnie            |                     |
| 1998 | The Adventures of Sebastian Cole   | Mary              |                     |
| 1998 | Second Skin                        | Gwen              | Cortometraje        |
| 1999 | Cherry                             | Darcy             |                     |
| 2000 | Red Dirt                           | Emily Whaley      |                     |
| 2001 | Lonesome                           | Lily Randolph     |                     |
| 2001 | Ball in the House                  | Lizzie            |                     |
| 2001 | Historias prohibidas               | Catherine         | Segmento: "Ficcion" |
| 2003 | Mona Lisa Smile                    | Frances           |                     |
| 2006 | Find Me Guilty                     | Marina DiNorscio  |                     |
| 2006 | Spectropia                         | Spectropia        |                     |
| 2007 | The Picture of Dorian Gray         | Sibyl Vane        |                     |
| 2007 | Wrong Turn 2: Dead End             | Mara Stone        |                     |
| 2007 | Before the Devil Knows You're Dead | Chris             |                     |
| 2009 | Acts of Mercy                      | Maggie Collins    |                     |
| 2014 | The Midnight Swim                  | Isa               |                     |
| 2014 | Rose                               | Rose              | Cortometraje        |
| 2016 | The Veil                           | Karen Sweetzer    |                     |
| 2016 | Holidays                           | Persian           |                     |
| 2019 | The Irishman                       | Mary Sheeran      |                     |
| 2019 | The Mandela Effect                 | Claire            |                     |
| 2021 | No Man of God                      | Carolyn Lieberman |                     |

### Televisión
| Year    | Title                        | Role                                 | Notes                                           |
| ------- | ---------------------------- | ------------------------------------ | ----------------------------------------------- |
| 2000    | The Huntress                 | Brandi Thorson                       | Episodio: "Pilot"                               |
| 2002    | Law & Order: Criminal Intent | Lilly Carlyle                        | Episodio: "The Insider"                         |
| 2002–04 | The Sopranos                 | Alex / Alessandra                    | Episodios: "Eloise", "Unidentified Black Males" |
| 2003    | Law & Order                  | Teresa Drosi                         | Episodio: "Blaze"                               |
| 2005    | Medium                       | Lyla Gallagher / Geraldine Hanscombe | Episodio: "Sweet Dreams"                        |
| 2006    | Without a Trace              | Katie Duncan                         | Episodio: "All the Sinners, Saints"             |
| 2009    | Law & Order: Criminal Intent | Angela                               | Episodio: "All In"                              |
| 2010–11 | Boardwalk Empire             | Angela Darmody                       | Rol recurrente                                  |
| 2014    | Elementary                   | Iris Lanzer                          | Episodio: "Corpse De Ballet"                    |
| 2014–15 | Rogue                        | Sarah                                | Rol recurrente                                  |
| 2015    | Halt and Catch Fire          | Sara Wheeler                         | Rol principal (Temporada 2)                     |
| 2018    | Unsolved                     | Megan Poole                          | 3 episodios                                     |
| 2018    | One Dollar                   | Chelsea Wyler                        | 4 episodios                                     |
| 2019    | The Loudest Voice            | Judy Laterza                         | Miniserie                                       |